# Khadira
Khadira is een geslacht van vlinders van de familie spinneruilen (Erebidae), uit de onderfamilie Calpinae.

## Soorten
- K. aurantia Moore, 1877
- K. euryzona Hampson, 1926
- K. formosa Griveaud & Viette, 1961